# Odontopimpla maxima
Odontopimpla maxima är en stekelart som först beskrevs av Morley 1914.  Odontopimpla maxima ingår i släktet Odontopimpla och familjen brokparasitsteklar. Inga underarter finns listade i Catalogue of Life.